# Ретфорд (ледник)
Ледникът Ретфорд (на английски: Rutford Ice Stream) е голям долинен ледник в Западна Антарктида, Земя Елсуърт с дължина 290 km и ширина 24 km. Води началото си от северната част на планината Елсуърт и „тече“ на югоизток между планината Елсуърт на югозапад и хребета Сентинел на североизток. Дъното на леглото му лежи на повече от 2000 m под морското равнище. „Влива“ се в югозападната част на шелфовия ледник Едит Роне.
Ледникът Ретфорд е открит и заснет чрез аерофотоснимки, на базата на които е картиран през 1963 – 64 г. През 1966 г. е наименуван от Американския Консултативен комитет по антарктическите названия в чест на видния американски геолог Робърт Реттфорд (р. 1933 г.), директор на отдела за полярни програми през 1963 – 61 г.
- Топографска карта на горната част на ледника Ретфорд
- Топографска карта на средната част на ледника Ретфорд
- Топографска карта на най-долната част на ледника Ретфорд